# Swietłogorsk
Swietłogorsk (ros. Светлогорск, do 1947 niem. Rauschen) – miasto w Rosji, w obwodzie królewieckim, siedziba administracyjna rejonu swietłogorskiego.
Miejscowość wypoczynkowa i sanatoryjna (wody mineralne). Liczne tereny zielone. Tutejsza plaża nad morzem jest wąska i w związku z tym często jest niszczona przez sztormy.

## Historia

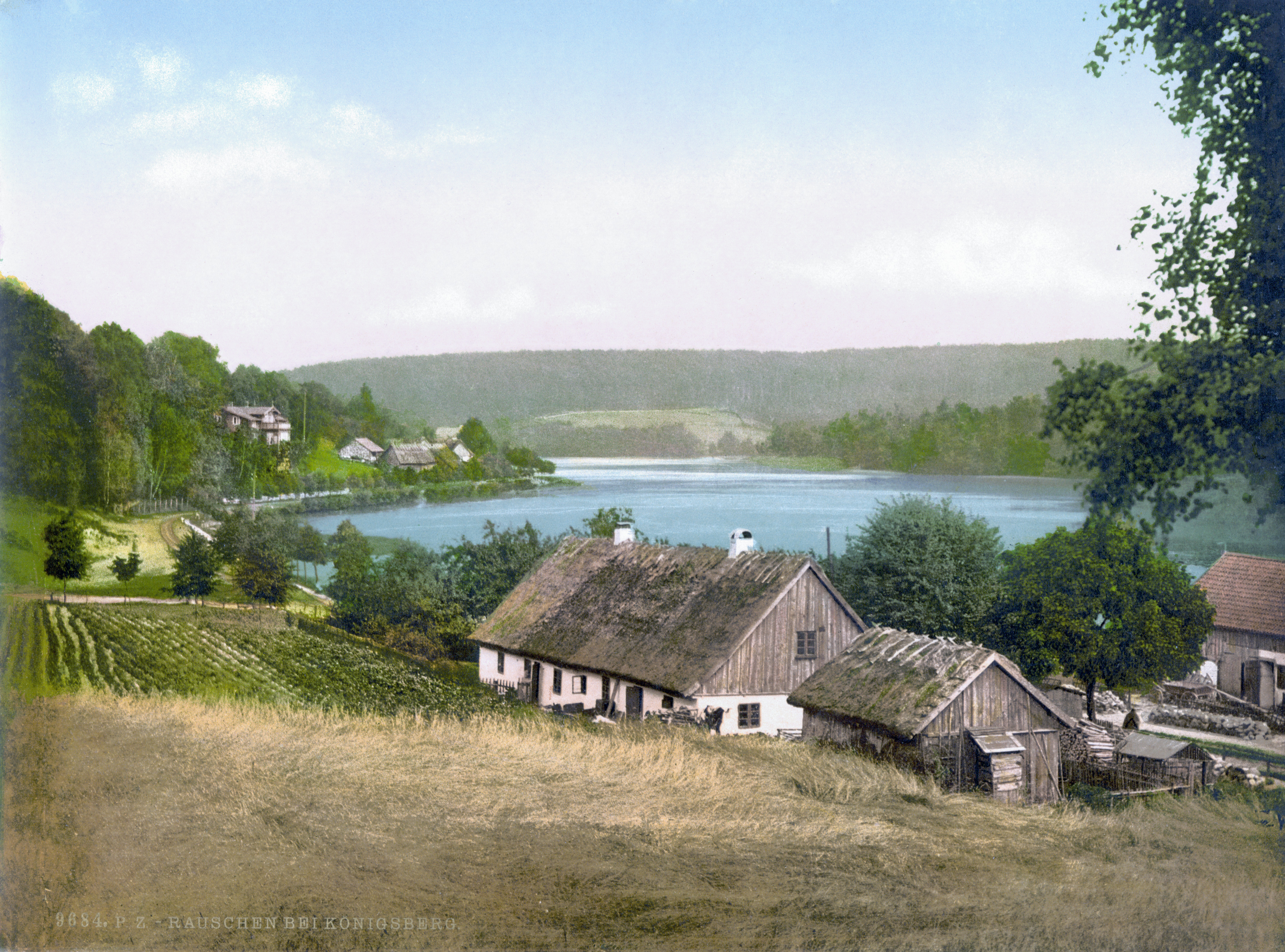
Miejscowość ok. 1900 r.

Najstarsza znana wzmianka o miejscowości pochodzi z 1258.
W XIX w. miejscowość uzyskała status uzdrowiska. W 1900 i 1906 otwarto stacje kolejowe Rauschen-Ort i Rauschen-Düne, a miejscowość uzyskała tym samym połączenie kolejowe z Królewcem. Na początku XX wieku był to najpopularniejszy ośrodek wczasowy mieszkańców Królewca, położony 30 km na północ od miasta. W 1947 otrzymała obecną nazwę.

## Architektura i zabytki
W 1911 został poświęcony neogotycki kościół ewangelicki (obecnie prawosławny), istniała również neogotycka kaplica baptystów (filia zboru Królewiec-Tragheim), oraz obszerna katolicka kaplica NMP Gwiazdy Morza wzniesiona z muru pruskiego w latach 1930-1931. Zachowana secesyjna zabudowa uzdrowiska, w tym wieża ciśnień z początku XX w., będąca najbardziej rozpoznawalnym budynkiem miasta. W parku i na promenadzie interesujące rzeźby autorstwa Hermanna Bracherta (1890-1972).
W 2005 wybudowano luksusowy "Grand Palace Hotel", nawiązujący do sopockiego "Grand Hotelu".

## Transport
W mieście znajdują się stacje kolejowe Swietłogorsk-1 i Swietłogorsk-2.
W miejscowości Donskoje (ros. Донское, niem. Groß-Dirschkeim), znajduje się lotnisko wojskowe.

## Galeria

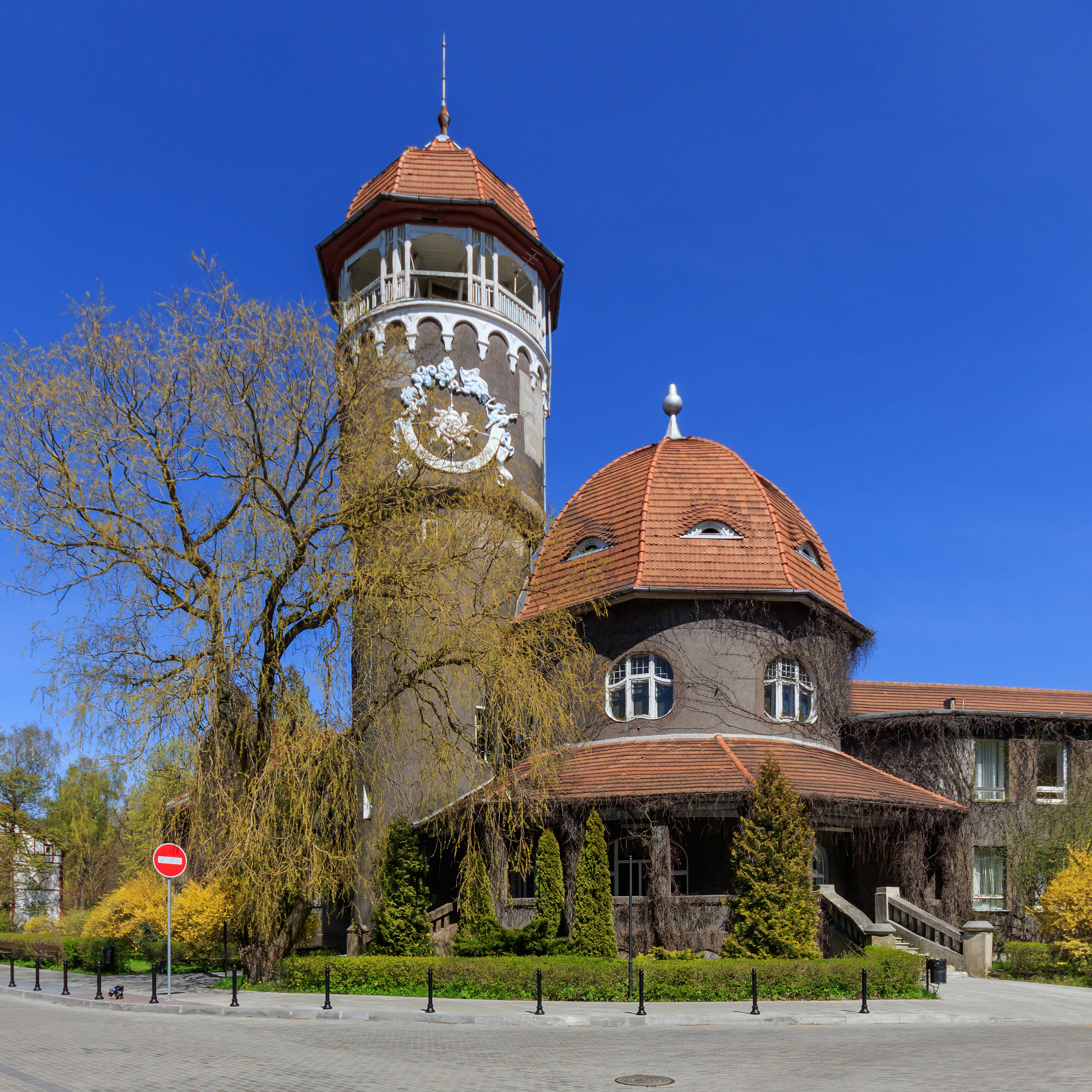
Wieża ciśnień
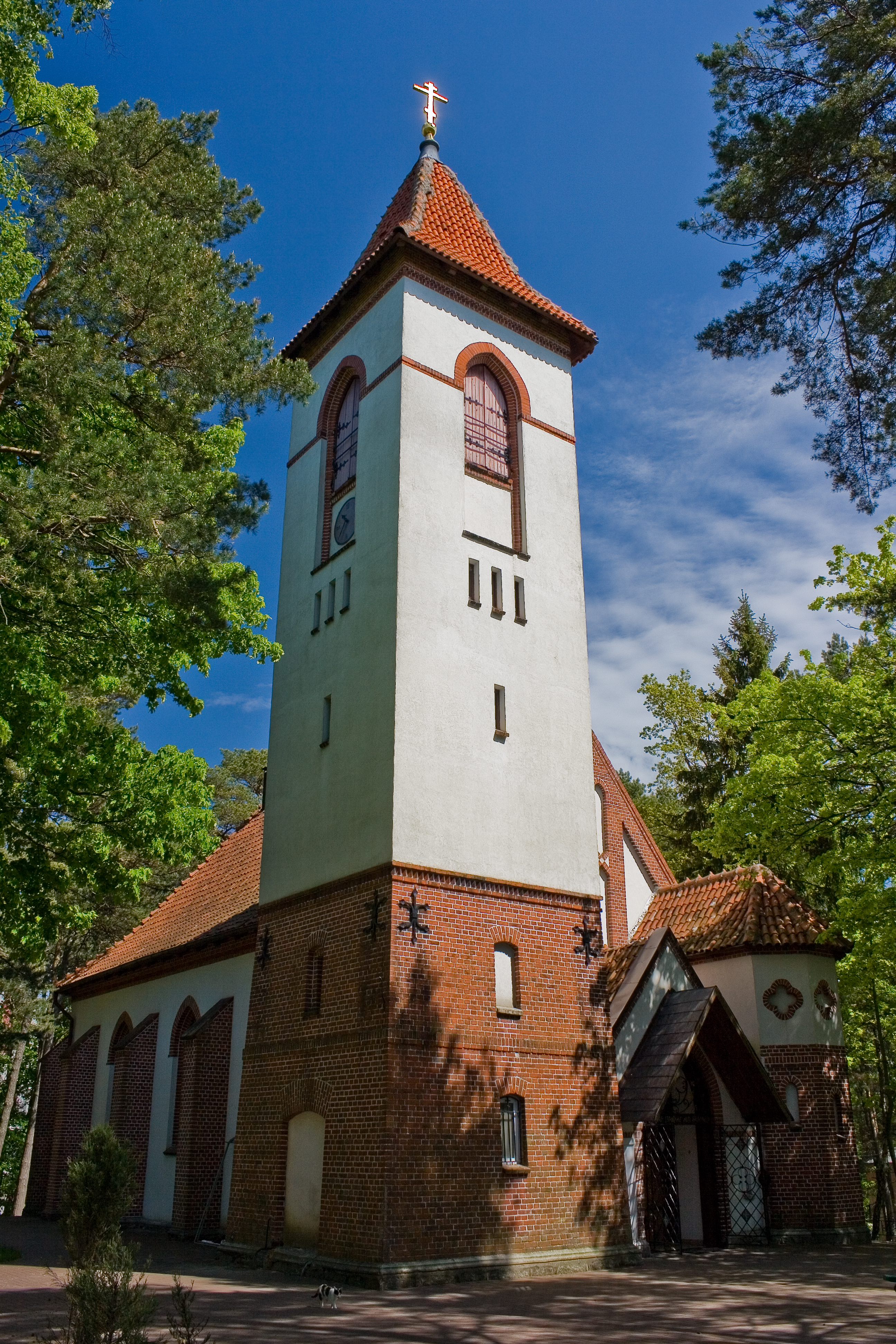
Kościół ewangelicki (ob. cerkiew)
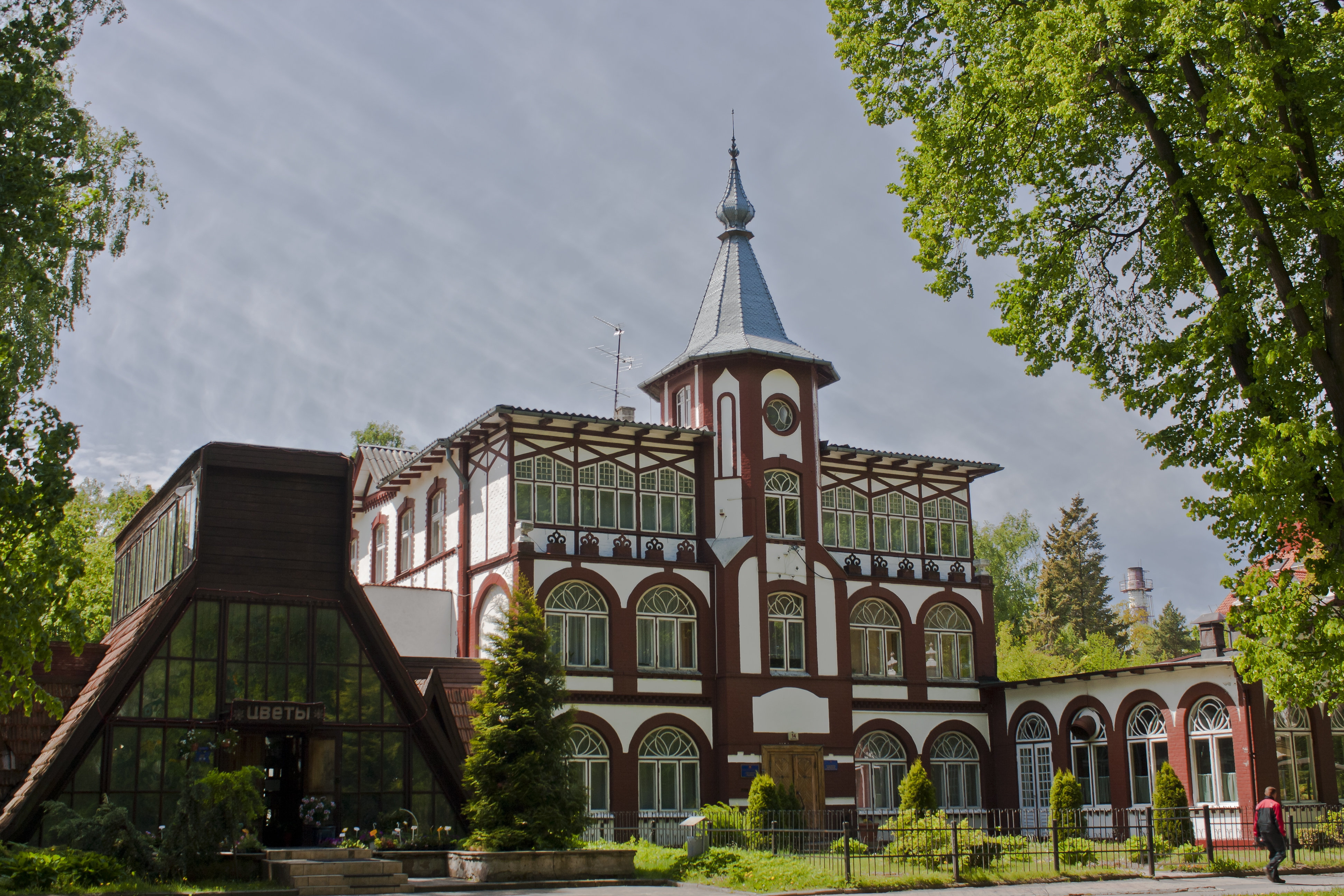
Sanatorium
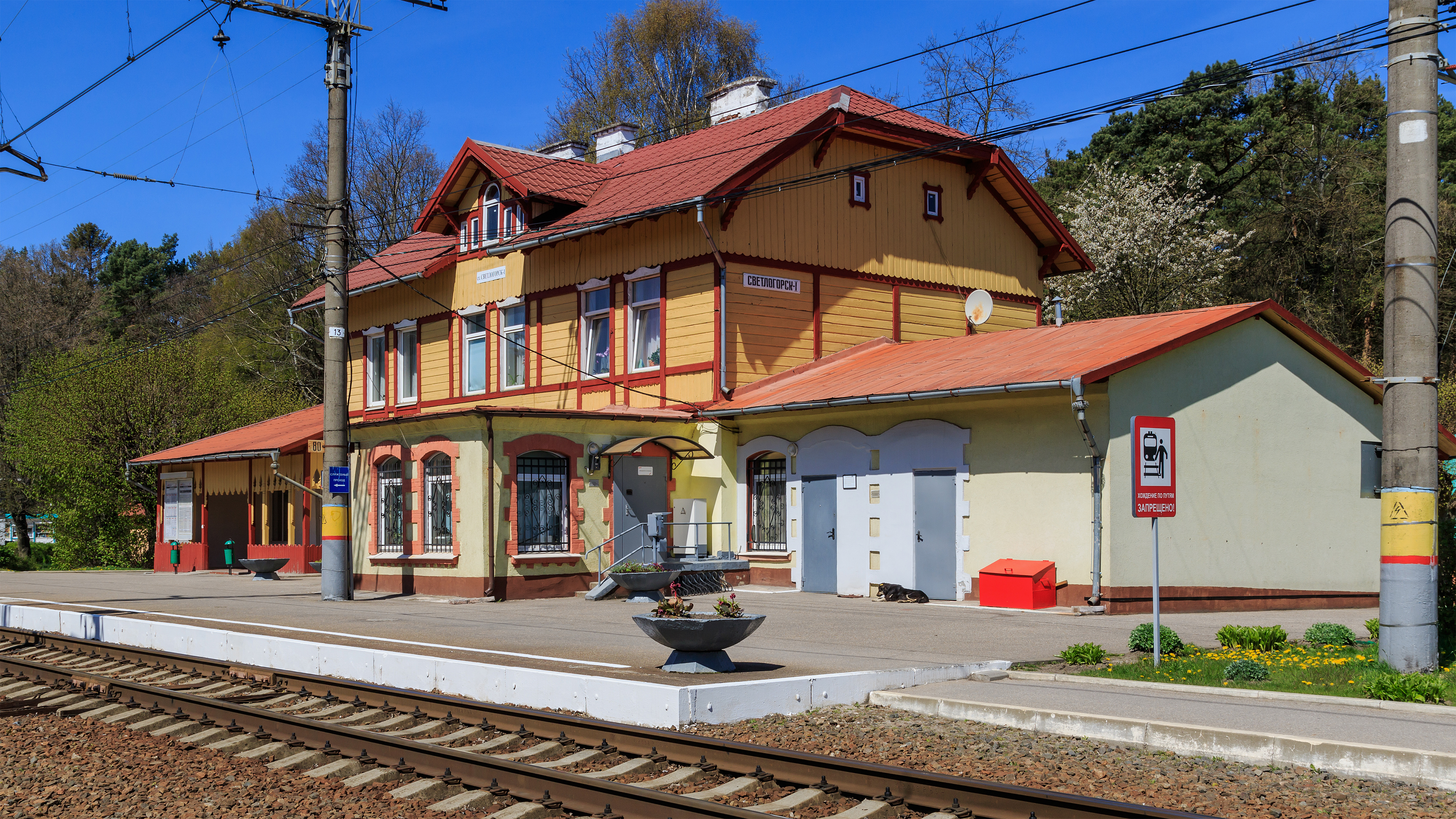
Dworzec kolejowy Swietłogorsk-1